# Greenwich (Nowy Jork)
Greenwich – miasto w Stanach Zjednoczonych, w stanie Nowy Jork, w hrabstwie Washington.